# Крапля

Кра́пля, крапли́на або ка́пля — невеликий об'єм рідини, обмежений повністю або майже повністю вільною поверхнею. Краплі утворюються під час витікання з малого отвору, конденсації пари, розпилювання рідини.

## Гідродинаміка краплі
Об'єм краплі залежить від фізичних характеристик рідини та поверхні, з якої стікає рідина. 
Форма краплі залежить від багатьох факторів: поверхневої енергії, сили тяжіння, швидкості падіння(як наприклад, у випадку дощових крапель), змочуваності поверхні, на якій крапля лежить або з якої звисає. В невагомості, вільна крапля має сферичну форму, оскільки при такій формі площа її поверхні мінімальна за заданого об'єму.

## Одиниця об'єму
Використовується як одиниця вимірювання об'єму при проведенні аналізів та визначенні об'єму лікарських засобів. Фармацевтичною мірою краплі прийнято вважати (для піпетки з діаметром витоку 1 мм):
- для водних розчинів —  1/20 мл (20 крапель в 1 мл);
- для олійних розчинів — 1/15 мл (15 крапель в 1 мл)[3];
- для спиртових розчинів — 0,025 мл (40 крапель в 1 мл).

## Інше
У переносному значенні слова крапля, краплина, крапелька означають невелику кількість речовини.